# Министерство мясной и молочной промышленности СССР
Министерство мясной и молочной промышленности СССР (Минмясомолпром СССР) — союзно-республиканский орган СССР государственного управления. Взаимодействовал с ВПО «Союзконсервмолоко» и республиканскими органами промышленности мясных и молочных продуктов. Осуществлял поставки мясомолочной, яично-птичной и прочей продукции, устанавливал различные нормы: расхода при выпуске сырья и продуктов, усушки мяса при холодильной обработке и проч.

## История
В 1946 году Народный комиссариат мясной и молочной промышленности СССР (сокр. Наркоммясомолпром СССР) был преобразован в одноимённое министерство. Это министерство в 1953 году было упразднено. А в 1954 году — восстановлено, под новым наименованием, Министерство промышленности мясных и молочных продуктов СССР (сокр. Минмясомолпром СССР), под которым просуществовало до 1957 года.
В 1965 году ведомство, под именем Министерство мясной и молочной промышленности СССР (Минмясомолпром), вновь восстанавливают. И оно существует вплоть до своего упразднения в 1985 году.

## Руководство и официальные названия
За годы своей истории, государственный орган всего однажды менял название:
| Название                                                     | Подчинение | Годы деятельности     | 1-й руководитель      | 2-й руководитель | Основание преобразования |
| ------------------------------------------------------------ | ---------- | --------------------- | --------------------- | ---------------- | ------------------------ |
| Министерство мясной и молочной промышленности СССР           | СМ СССР    | 19.03.1946—22.08.1946 | 22.08.1946—15.03.1953 | Павел Смирнов    | Иван Кузьминых           |
| Министерство промышленности мясных и молочных продуктов СССР | СМ СССР    | 17.04.1954            | 10.05.1957            | Сергей Антонов   | -                        |
| Министерство мясной и молочной промышленности СССР           | СМ СССР    | 02.10.1965—11.01.1984 | 11.01.1984—22.11.1985 | Сергей Антонов   | Евгений Сизенко          |

## Структура
В структуре ведомства находились:

### Центральный аппарат
- Главное управление мясной промышленности, Наркоммясомолпром СССР.
- Главное управление мясной промышленности (Главмясо), Минмясомолпром СССР.
- Главное управление мясной и птицеперерабатывающей промышленности, Минмясомолпром СССР.
- Главное управление по строительству предприятий мясной и молочной промышленности (Главмясомолстрой), Минмясомолпром СССР.
- Главное строительное управление, Минмясомолпром СССР.

### Предприятия
- Всесоюзная контора «Спецмясофабрикаты» (Союзспецмясофабрикаты).
- Всесоюзный трест по заготовке и переработке деловой древесины (Мясомолстройлес).
- Всесоюзный трест по заготовке и обработке кишсырья (Союзкишпродукт).
- Государственный всесоюзный трест по монтажу предприятий мясной и молочной промышленности (Мясомолмонтаж).
- Государственный всесоюзный трест по строительству и монтажу предприятий маслодельной и сыродельной промышленности (Центромаслострой).
- Государственный всесоюзный трест по строительству и монтажу предприятий молочно-консервной промышленности (Молпромстрой).
- Государственный всесоюзный трест по строительству и монтажу предприятий мясной, молочной, комбикормовой и холодильной промышленности (Мясохладпромстрой).
- Государственный союзный специализированный трест по монтажу предприятий промышленности продовольственных товаров (Продмонтаж № 2).

### Журналы
- Издательство журнала «Мясная индустрия».